# Minettia longipennis
Minettia longipennis är en tvåvingeart som först beskrevs av Fabricius 1794.  Minettia longipennis ingår i släktet Minettia och familjen lövflugor. Arten är reproducerande i Sverige. Inga underarter finns listade i Catalogue of Life.

## Bildgalleri

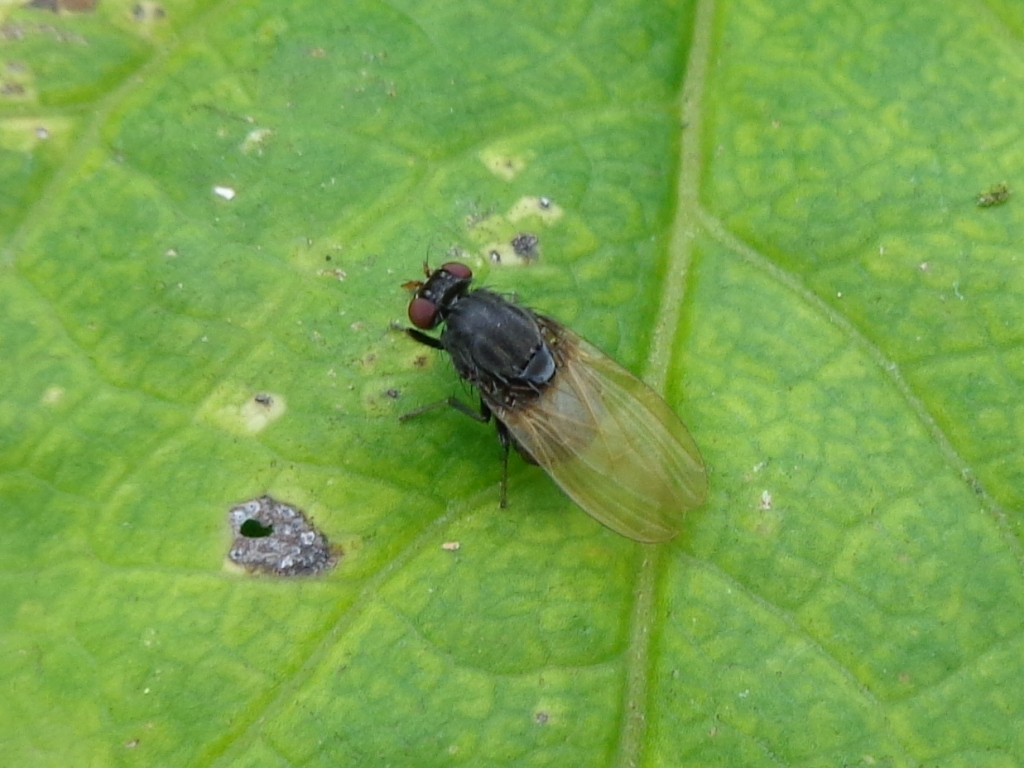
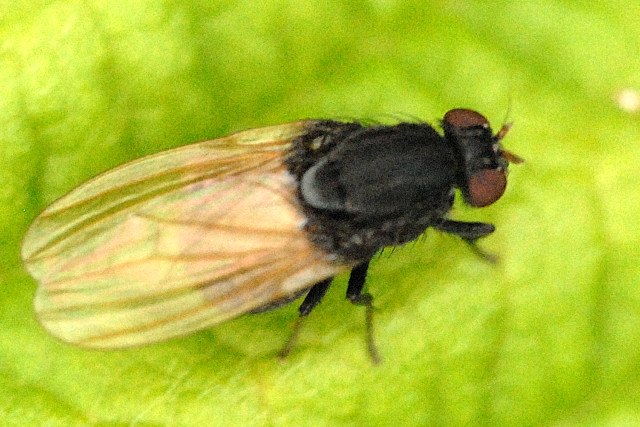
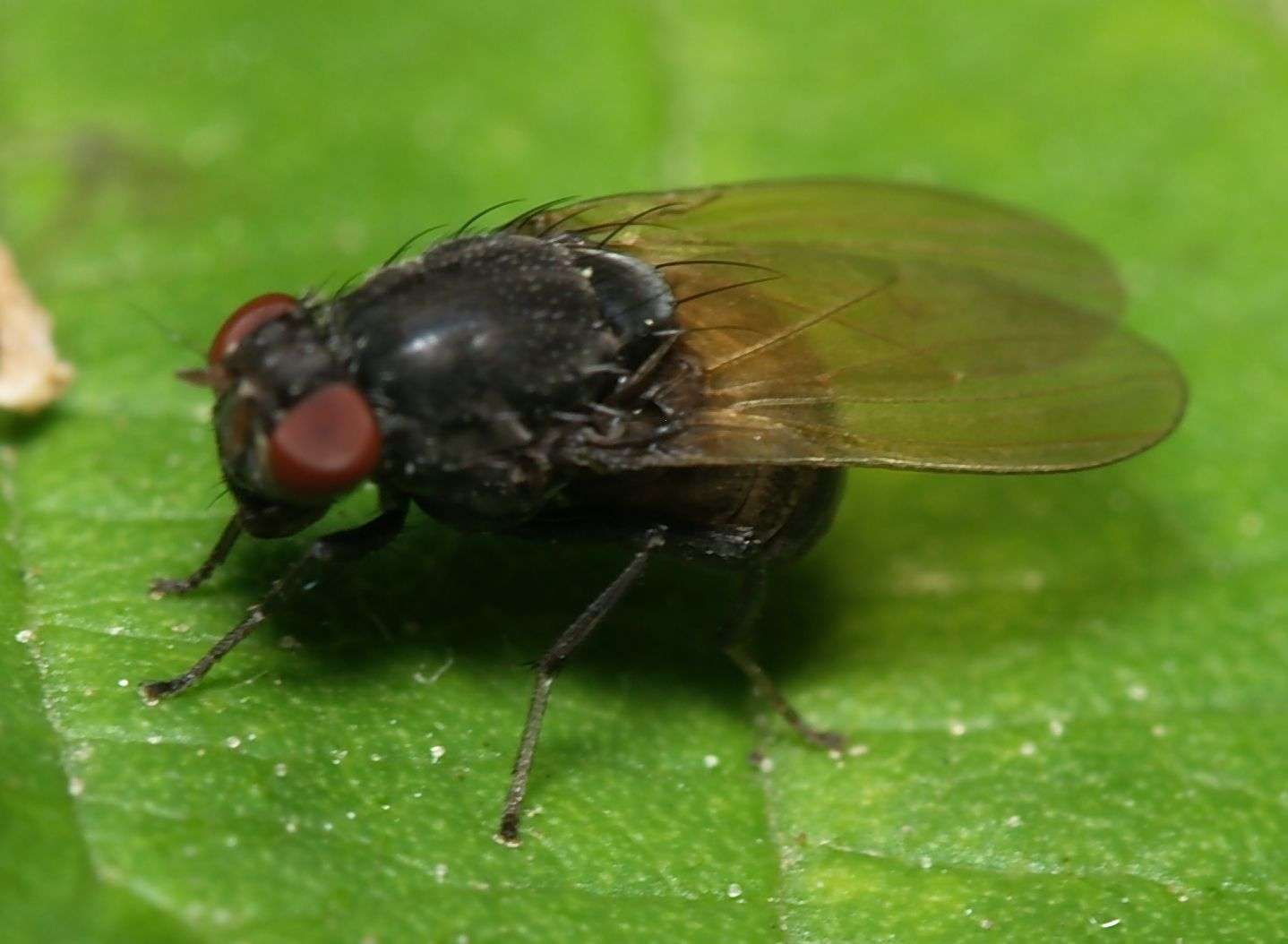
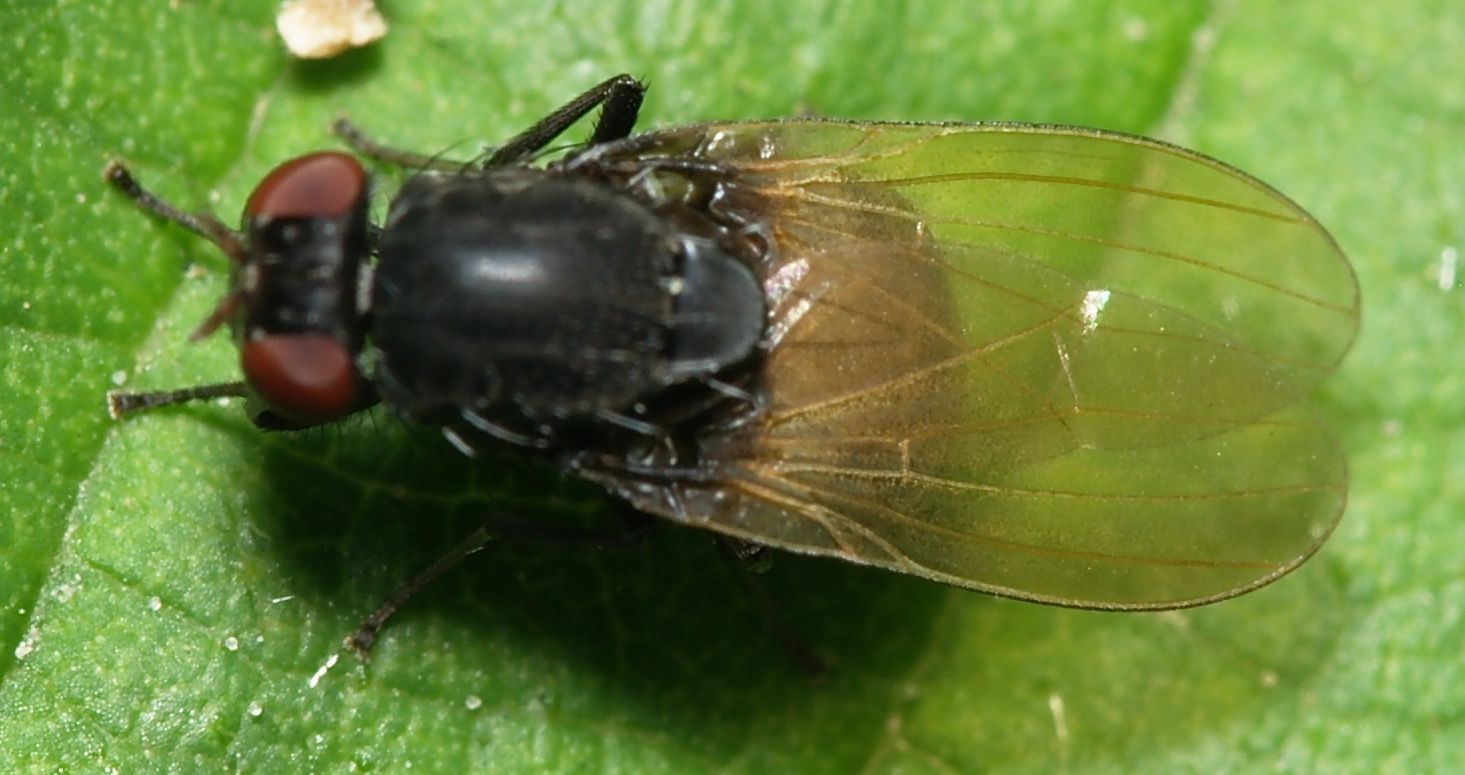
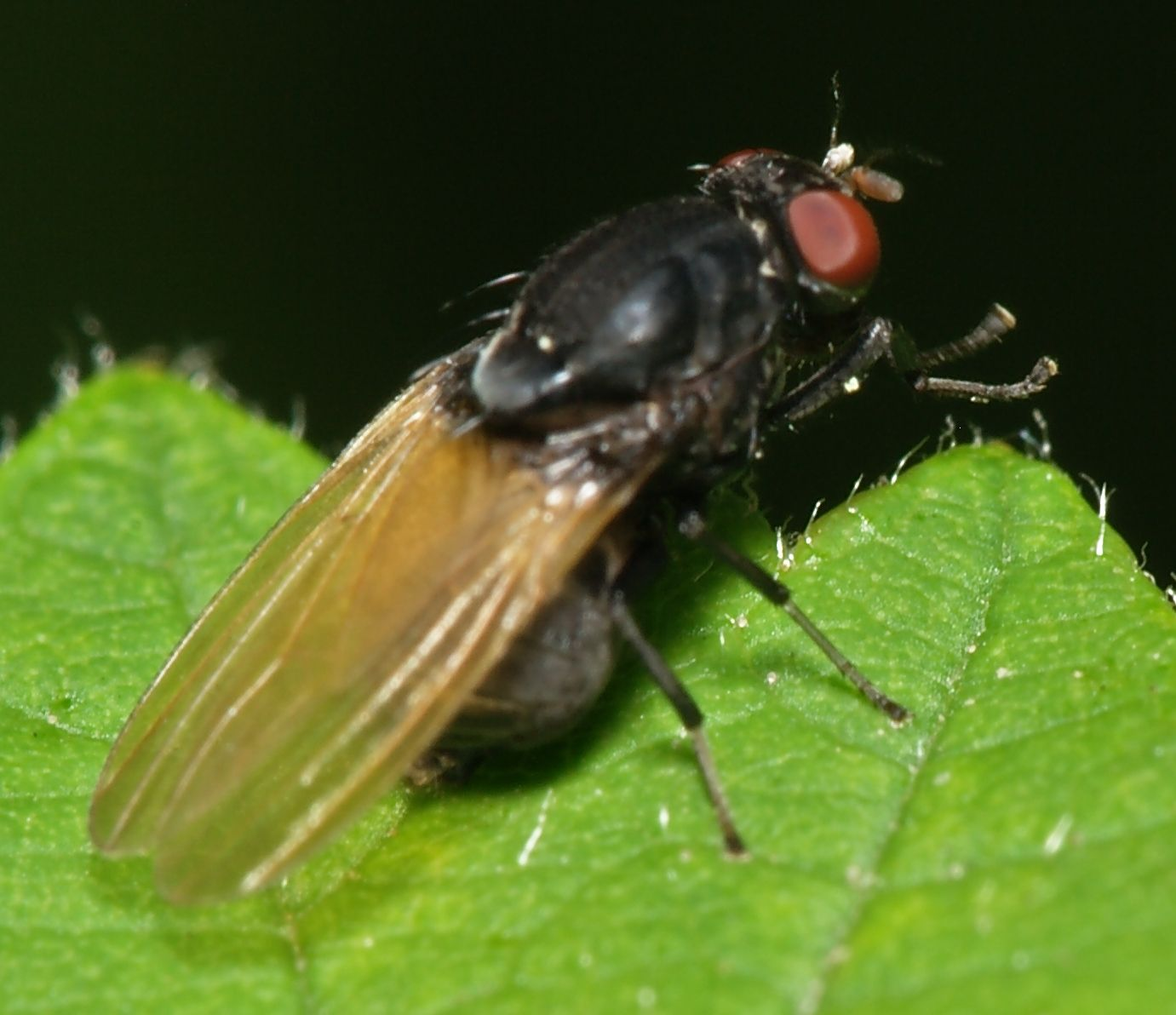